# Ōno Kumao
Ōno Kumao (jap. 大野 熊雄; * 1890 in der Präfektur Kumamoto, Japan), 10. Dan, Hanshi, war ein japanischer Kendōka und Begründer der Stilrichtung Ōno-ha Hōki-ryū (大野派伯耆流), die auf der Hōki-ryū Hoshino-ha (伯耆流星野派) basiert. Er war der erste Vorsitzende der im Jahre 1953 als private Budo-Organisation wiederbelebten Dai Nippon Butokukai (DNBK).